# Julia Wilbur
Julia Wilbur (8 de agosto de 1815 - 6 de junio de 1895) fue una cuáquera abolicionista y sufragista. Llevó un diario durante la Guerra de Secesión y en él registró acontecimientos de importancia histórica así como sucesos cotidianos que proporcionan una imagen de la vida durante ese tiempo. Se destacó su trabajo junto a Susan B. Anthony para establecer el derecho al voto para las mujeres. Fue una de las primeras miembros y luego secretaria de la Sociedad de Damas Antiesclavitud de Rochester (RLASS), que ayudó a financiar el periódico fundado por Frederick Douglass.

## Primeros años y educación
Julia Ann Wilbur nació el 8 de agosto de 1815 en Milan (Nueva York), era el tercer hijo de Stephen Wilbur y Mary Lapham. Asistió a la Escuela de los Amigos de Oakwood en el Internado de los Nueve Socios en el Condado de Dutchess, Nueva York, de 1829 a 1831. Su madre murió en 1835 y su padre poco después se volvió a casar. Permaneció en casa ayudando a criar a sus hermanos antes de mudarse a Rochester, Nueva York en 1844 para convertirse en maestra.

## Guerra de Secesión

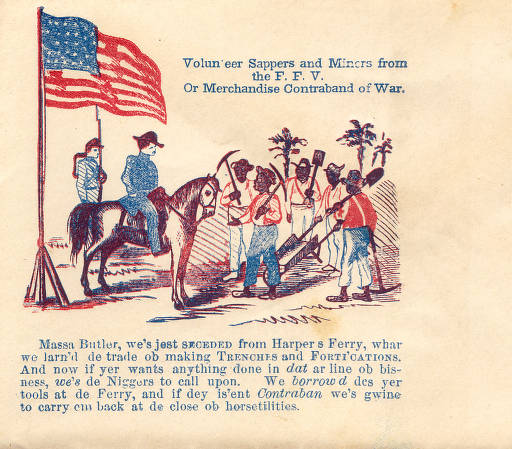
Sobre que muestra «contrabandistas» (esclavos), hablando con el general Butler del ejército de la Unión.

En 1862, la RLASS preguntó a Wilbur si estaba interesada en trabajar para ayudar a los «contrabandistas»: es decir, los hombres, mujeres y niños que escaparon de la esclavitud cruzando al territorio ocupado por la Unión. Ella anotó en su diario la solicitud original: «un maestro para ir al Sur & están preguntando por mí». Ella accedió y viajó a Washington en octubre de ese año, planeando originalmente permanecer en la capital de la nación. Sin embargo, los oficiales de un grupo llamado Asociación Nacional de Socorro a los Libres la instaron a cruzar el río a Alexandria (Virginia)]], en la que el Ejército de la Unión había entrado al comienzo de la guerra, y a trabajar como agente de socorro, en lugar de como maestra.
Wilbur estuvo de acuerdo y trabajó en Alexandría desde noviembre de 1862 hasta febrero de 1865. Entre otros esfuerzos, abogó por una mejor vivienda y atención médica para los libertos. Solicitó ropa y otros suministros a grupos del norte, que distribuyó desde un improvisado «cuarto de ropa» en una casa ocupada de la calle Washington. Al hacerlo, trabajó y se hizo amiga de por vida de Harriet Jacobs, quien se mudó a Alexandría en enero de 1863.

## Reconstrucción
Después de que la guerra terminó, Wilbur trabajó para la Oficina de los Hombres Libres, aún financiada en su mayoría por el RLASS. En este cargo, sirvió como lo que se llamó un agente visitante, distribuyendo boletos para cambiar por combustible, comida y otras necesidades. No únicamente lamentó que las necesidades superaran con creces la ayuda disponible, sino que también reconoció que la opinión pública se estaba volviendo en contra de los esfuerzos de la Reconstrucción. También hizo varios viajes a Richmond y Fredericksburg para proporcionar suministros y para ser testigo e informar sobre las condiciones de las poblaciones anteriormente esclavizadas.

## Esfuerzos de sufragio
Antes de la guerra, Wilbur dedicó más tiempo a la abolicionismo que a las actividades relacionadas con los derechos de la mujer, aunque siempre apoyó firmemente los derechos económicos, sociales y políticos de la mujer. En 1869, planeó junto con otras cinco mujeres registrarse para votar en las elecciones locales de Washington. Presentaron una carta a los jueces electorales que decía, en parte, «Sabemos que es inusual que los de nuestro sexo hagan tal petición. Lo hacemos porque creemos que tenemos derecho a la franquicia». Aunque los jueces rechazaron la petición, su esfuerzo fue cubierto por la prensa.

## Últimos años
Al darse cuenta de que el trabajo con la Oficina de Freedmen se estaba acabando, Wilbur buscó un trabajo con el gobierno federal, siendo un miembro de la primera generación de mujeres trabajadoras del gobierno. Consiguió un trabajo como oficinista en la Oficina de Patentes y Marcas de Estados Unidos, donde trabajó hasta casi los 80 años. En su obituario se informó que murió de «gripe y sus resultados» y señaló que «durante muchos años participó activamente en labores partidarias de la causa de la libertad». Está enterrada en la parcela de su familia en Avon, Nueva York.